# Vakantiehuis De Vonk

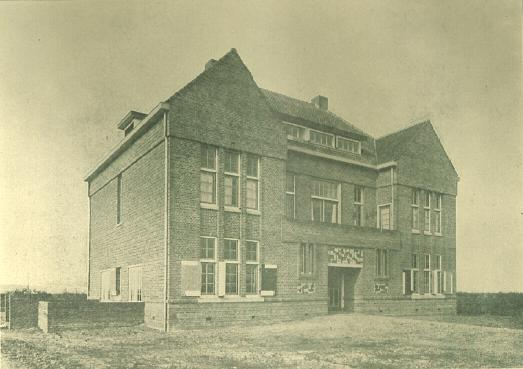
Vakantiehuis De Vonk. 1918.

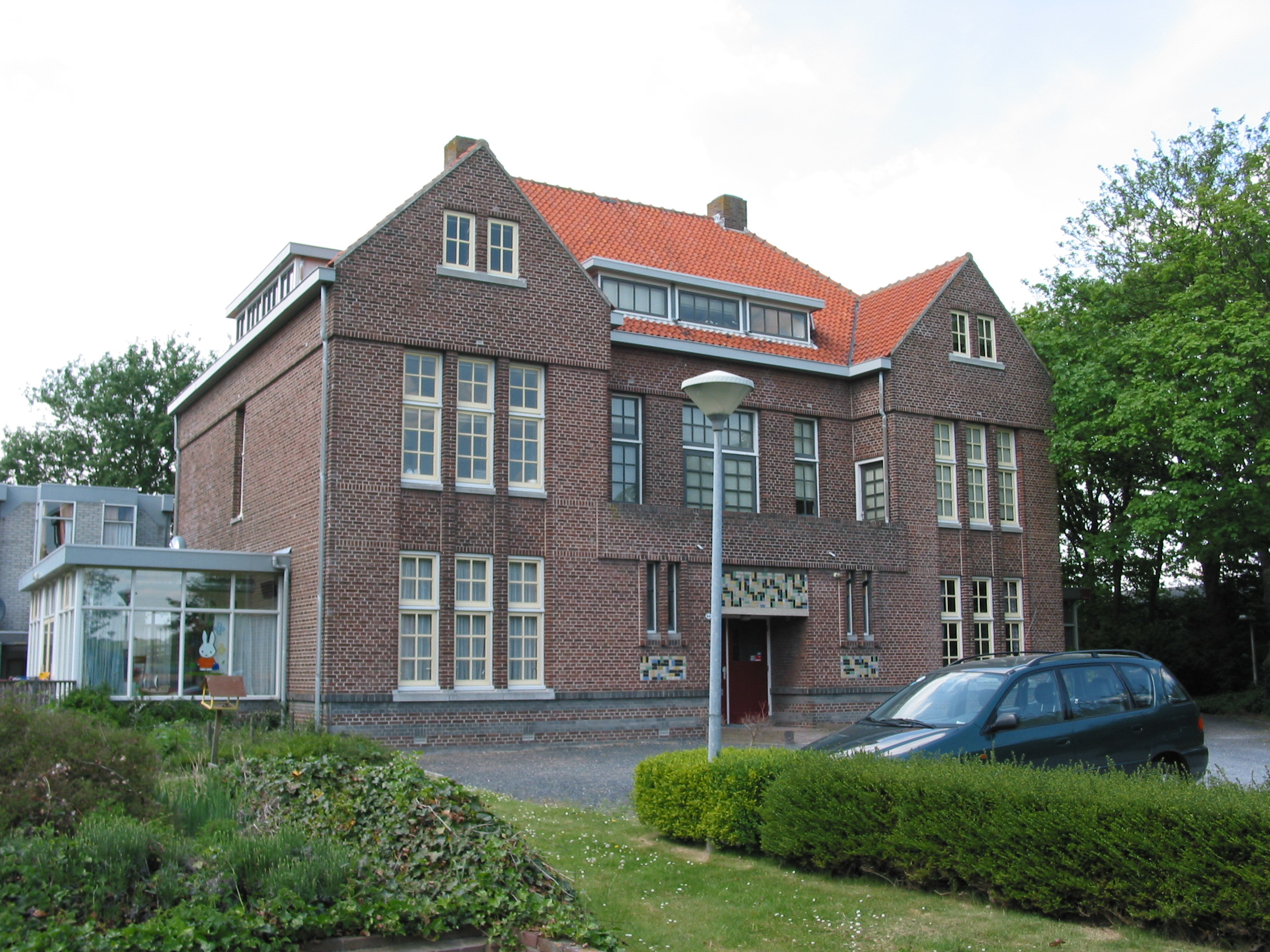
Vakantiehuis De Vonk. 2008.

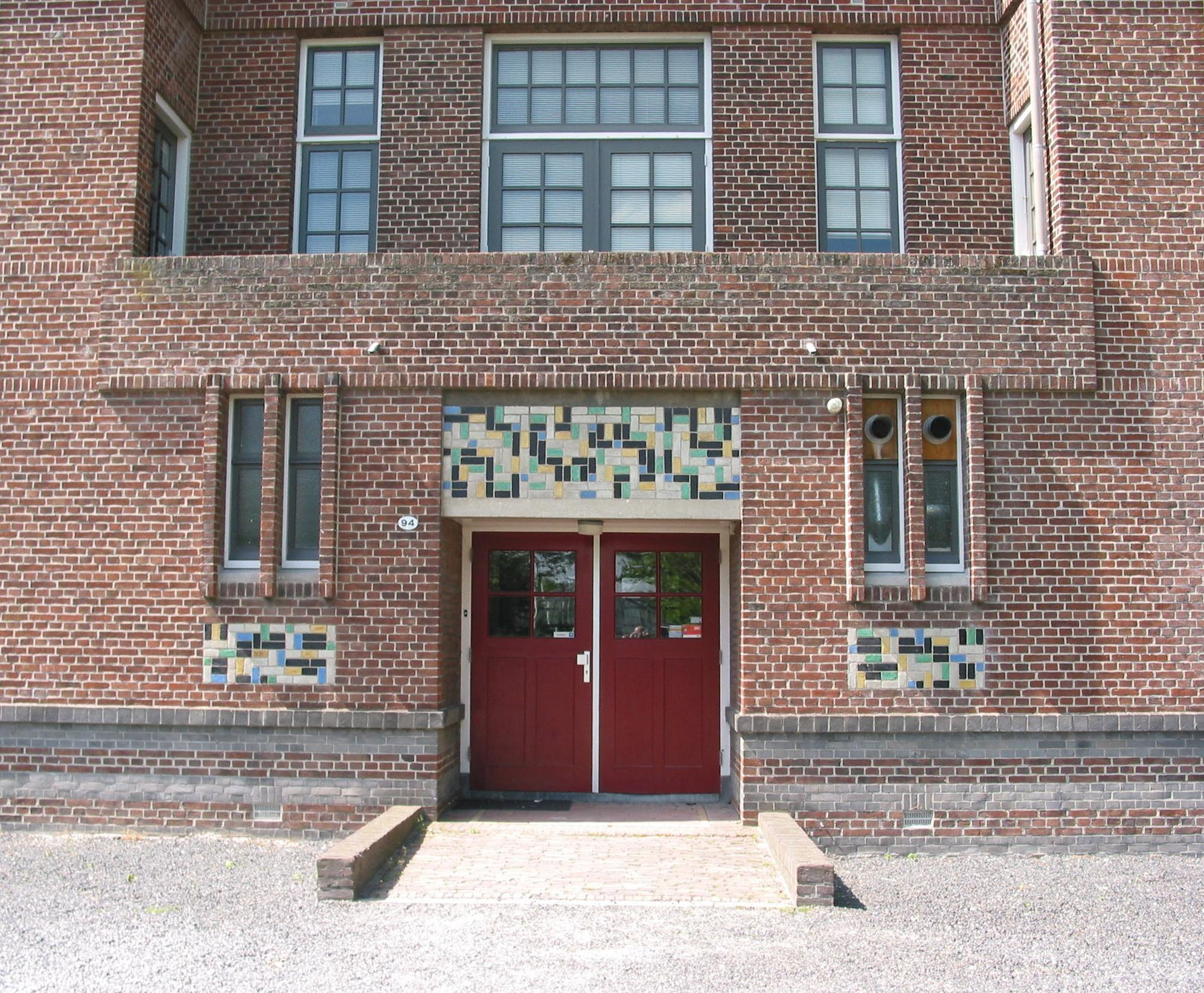
Ingang.

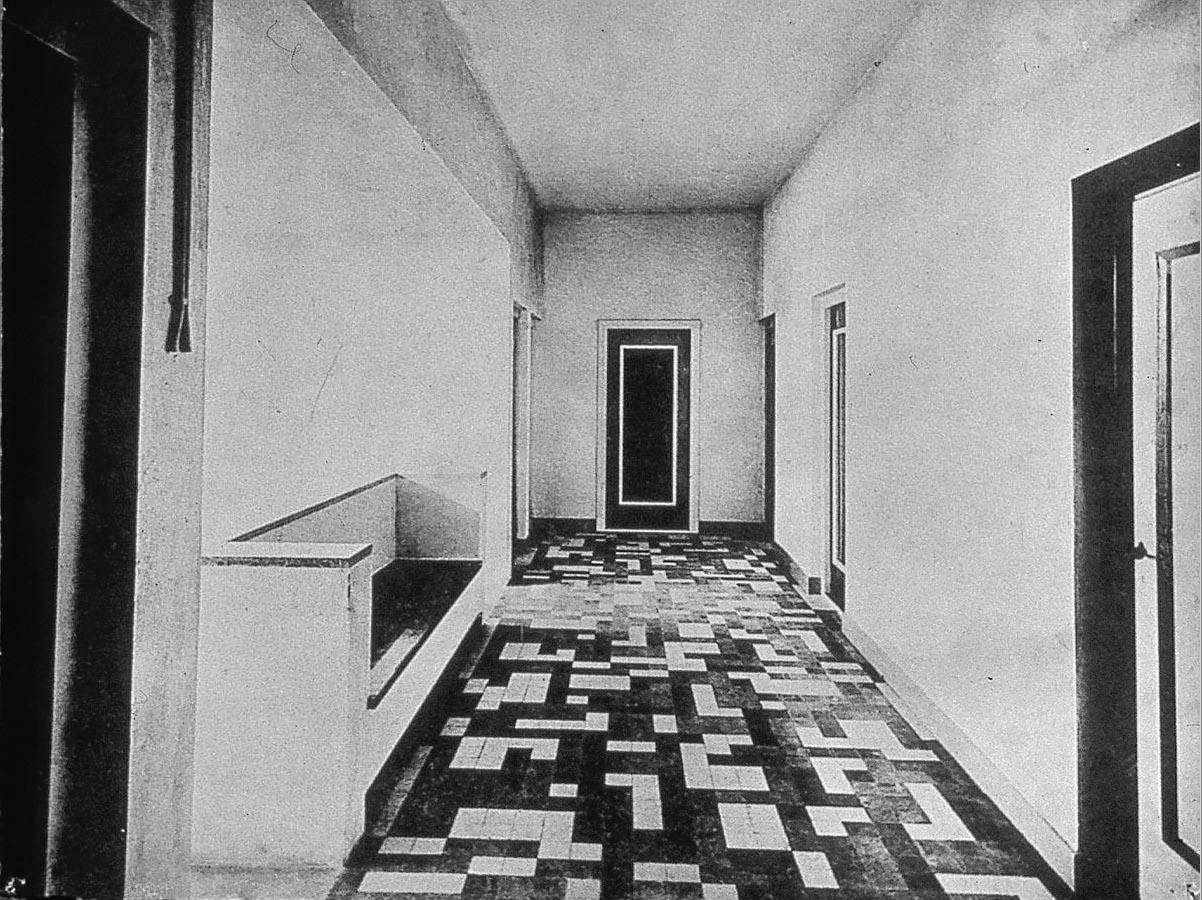
Overloop.

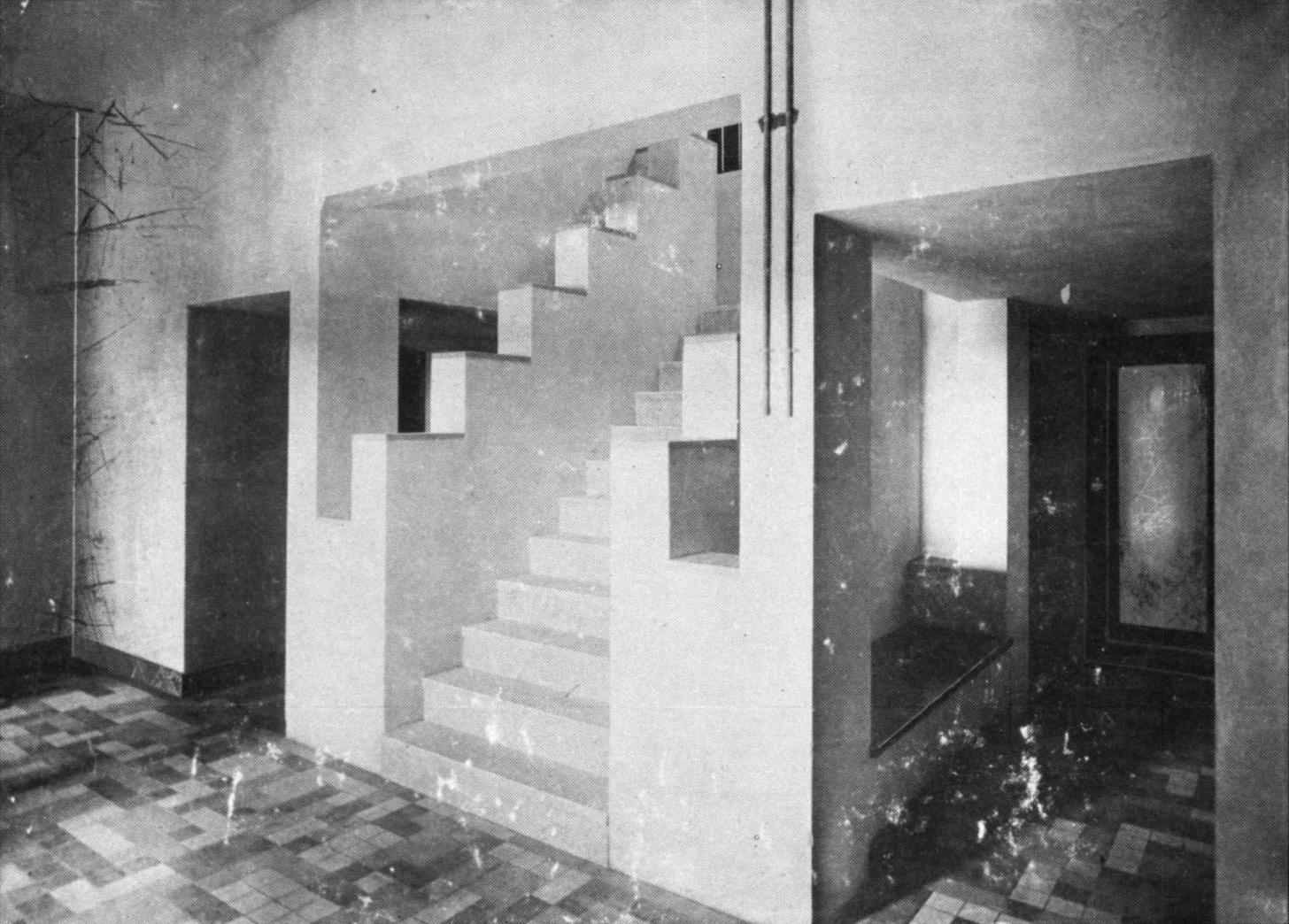
Trap.

Vakantiehuis De Vonk, ook Vacantie en Zondagshuis De Vonk of Vormingscentrum De Vonk genoemd, is een voormalig vakantiehuis voor fabrieksmeisjes in de Nederlandse plaats Noordwijkerhout. Het is in 1917-1918 ontworpen door architect J.J.P. Oud, in samenwerking met de kunstenaars Theo van Doesburg en Harm Kamerlingh Onnes.
Tot in de jaren 1960 was het pand een vormingsinternaat voor meisjes. Vanaf de jaren 1990 maakte de Stichting Centrum '45 er 15 jaar lang gebruik van als behandelinstelling voor getraumatiseerde vluchtelingen. Daarna werd er een kindergezondheidscentrum in gevestigd.

## Oprichting
De Vonk werd gebouwd in opdracht van de christen-socialist en directeur van de Leidse Vereeniging Buitenleven, Emilie Charlotte Knappert (1860-1952). Geïnspireerd op het werk van de Brit Arnold Toynbee zette Knappert zich in om de situatie van arbeiders te verbeteren. In 1899 richtte zij hiervoor in samenwerking met H.L. Drucker in Leiden het Leidse Volkshuis op. Haar wens om een plek in te richten waar meisjes, die daar normaal gesproken de middelen niet voor hadden, vakantie konden vieren, kreeg pas in 1917 concrete vormen. Knappert was bevriend met de Haagse architect H.P. Berlage. Berlage raadde haar aan het te bouwen vakantiehuis te laten ontwerpen door J.J.P. Oud, die destijds in Leiden woonde.

## Architectuur
De Vonk is H-vormig van opzet en had oorspronkelijk aan weerszijden twee ruime terrassen. Volgens een hoeksteen vond de eerstesteenlegging plaats op 'de achtste sprokkelmaand MCMX VIII', 8 februari 1918. Het gebouw is traditionalistisch en symmetrisch van opzet en ademt een landelijke sfeer. Door het gebouw spartaans eenvoudig te laten zette Oud zich af tegen de zich toen net ontluikende Amsterdamse School. Om het gebouw toch iets te verlevendigen liet hij de details ervan ontwerpen door Theo van Doesburg en Harm Kamerlingh Onnes.

## Exterieur
De voorgevel van De Vonk is geheel symmetrisch. De drie door Van Doesburg ontworpen mozaïeken boven en ter weerszijden van de ingang, bestaande uit witte, zwarte, groene, gele en blauwe, geglazuurde bakstenen, vormen hier een uitzondering op. Oorspronkelijk was ook houtwerk, zoals deuren, kozijnen en luiken, eveneens op aanwijzing van Van Doesburg, in dezelfde kleuren als de basteenmozaïeken beschilderd.

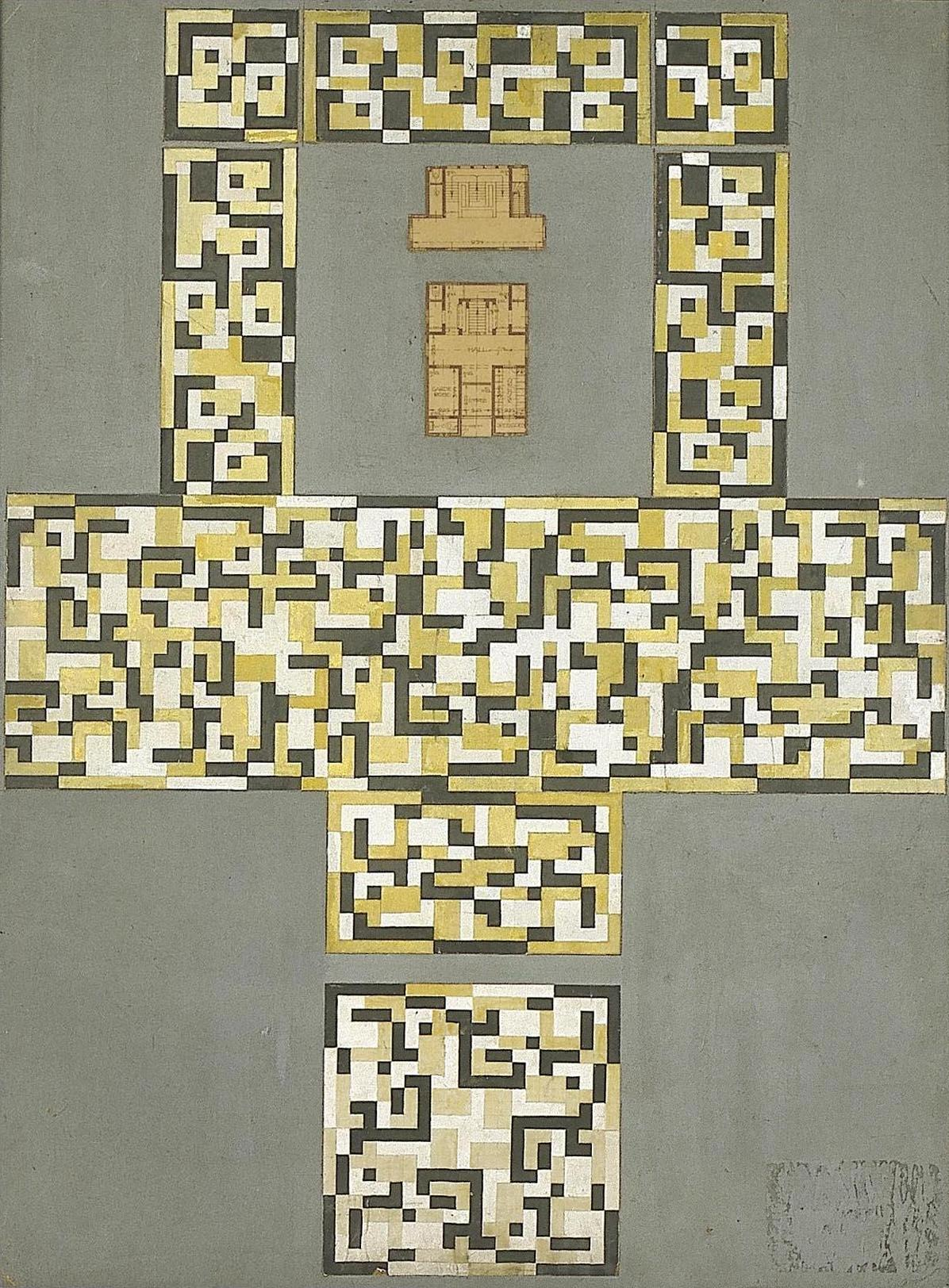
Theo van Doesburg. Ontwerp van de tegelvloer op de begane grond van vakantiehuis De Vonk. 1917-1918. Leiden, Stedelijk Museum De Lakenhal.

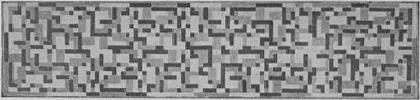
Theo van Doesburg. Ontwerp van de tegelvloer op de eerste verdieping van vakantiehuis De Vonk. Ca. 1918. Huidige verblijfplaats onbekend.

## Interieur
Ook het interieur is symmetrisch van opzet, waaraan Van Doesburg asymmetrische elementen toevoegde. In de grote ontvangsthal op de begane grond en de overloop op de eerste verdieping bevinden zich door hem ontworpen tegelvloeren, bestaande uit witte, zwarte en okergele tegels, die in juni-juli 1918 werden gelegd. De aangrenzende deuren werden in juli 1918 in dezelfde kleuren geschilderd. Hiermee probeerde Van Doesburg de schilderkunst in de architectuur te laten overgaan. Hij zag het als een eerste aanzet om – geïnspireerd op de ideeën van Wassily Kandinsky – ‘den mensch in (inplaats van tegenover) de beeldende kunst te plaatsen’. Door iedere deur een eigen combinatie van kleuren te geven werd, volgens Van Doesburg, ‘op de wijze der schilderkunst-in-architectuur, door destructie een aesthetische ruimtewerking bereikt’. Naar aanleiding van het ontwerp van de tegelvloer op de begane grond maakte Van Doesburg overigens een schilderij op eterniet, getiteld Compositie (IX).
De hal op de begane grond en de overloop op de eerste verdieping waren bedoeld als leefruimten. Hier ontwierp Oud banken om ‘gelegenheid te scheppen voor de kinderen en geleidsters zich een oogenblik met een boek of handwerk te kunnen zetten’. Onder deze banken bevonden zich bergruimten. Mogelijk heeft Van Doesburg ook de hand gehad in de centrale trap in de hal van het vakantiehuis. Deze stemt immers niet geheel overeen met Ouds traditionele baksteenarchitectuur van destijds, maar vertoont wel overeenkomsten met de trap van Jan Wils' huis De Lange in Alkmaar uit 1917, waarvan Van Doesburg het interieur grotendeels ontwierp, en de trap van amusementspaleis de Aubette in Straatsburg, die van Doesburg in 1927 ontwierp.
Kamerlingh Onnes ontwierp de glas-in-loodramen en de kleurontwerpen van de kamers. De glas-in-loodramen werden begin augustus 1918 geplaatst. Van Doesburg was zeer verbolgen over het resultaat. De ramen zorgden volgens hem voor een 'benauwende kleurenatmosfeer, waarin elke frissche gedachte elke gezonde ademhaling verpest wordt'. Op 6 juli 1918 schreef hij Oud 'dat die groene kleur der deuren en plinten enz. in de badkamer direct verwijderd moet, aangezien dit groen vreselijk vloekt met de tegelvloer'.

## Verder lezen
- Hoste, Huib, 'Het vacantiehuis te Noordwijkerhout', De Telegraaf (1 maart 1919).
- Veendrick, Laurenz (1999). Tussen school en leven. Langdurige internaatsvorming voor meisjes tussen 14 en 16 jaar in de jaren vijftig en zestig in vormingsinternaat De Vonk te Noordwijkerhout. Leiden: Verloren. Zie books.google.nl.